# Gellener Torfmöörte
Die Gellener Torfmöörte ist ein ehemaliges Naturschutzgebiet in Niedersachsen. Es befindet sich in den Gemeinden Elsfleth im Landkreis Wesermarsch und Rastede im Landkreis Ammerland sowie in der kreisfreien Stadt Oldenburg.
Das ehemalige Naturschutzgebiet mit der Kennzeichen-Nummer NSG WE 137 ist rund 120 Hektar groß. 107,4 ha des Gebietes entfallen auf den Landkreis Wesermarsch, 11,6 ha auf den Landkreis Ammerland und 1 ha auf das Stadtgebiet von Oldenburg. Das ehemalige Naturschutzgebiet ist Bestandteil des FFH-Gebietes „Ipweger Moor, Gellener Torfmöörte“. Das Gebiet stand seit dem 4. Juni 1983 unter Naturschutz. Zum 22. Dezember 2018 ging es im neu ausgewiesenen Naturschutzgebiet „Gellener Torfmöörte mit Rockenmoor und Fuchsberg“ auf. Zuständige untere Naturschutzbehörde waren die Landkreise Wesermarsch und Ammerland sowie die Stadt Oldenburg.

## Beschreibung
Das ehemalige Naturschutzgebiet liegt direkt an der nordöstlichen Stadtgrenze von Oldenburg. Es besteht aus einem Hochmoor- und Niedermoorkomplex als Teil des Ipweger Moores mit brachliegendem Moorgrünland, Teichen, Verlandungs- und Waldgesellschaften sowie Torfstichen und Moorheiden. Das Gebiet ist für sein reiches Vorkommen der Sumpfcalla ebenso bekannt wie für die zahlreich hier vorkommenden Libellenarten.
Mit einem Moorlehrpfad ist es Bestandteil der ersten Etappe des 100 Kilometer langen Radrundweges „Route um Oldenburg“.